# 1071 Brita
Brita (asteróide 1071) é um asteróide da cintura principal com um diâmetro de 50,29 quilómetros, a 2,4865532 UA. Possui uma excentricidade de 0,1119819 e um período orbital de 1 711,42 dias (4,69 anos).
Brita tem uma velocidade orbital média de 17,7993763 km/s e uma inclinação de 5,37133º.
Esse asteróide foi descoberto em 3 de Março de 1924 por Vladimir Albitzkij.